# Robert Herrera
Robert Herrera (Río Branco, 1 de marzo de 1989) es un futbolista uruguayo, juega como defensa.

## Clubes
| Club                  | País    | Año         | Part. | Goles | Asist. | Promedio |
| --------------------- | ------- | ----------- | ----- | ----- | ------ | -------- |
| Defensor Sporting     | Uruguay | 2008 - 2015 | 106   | 2     | 2      | 0,02     |
| Puebla                | México  | 2015 - 2017 | 61    | 2     | 0      | 0,03     |
| Pachuca               | México  | 2017 - 2020 | 34    | 1     | 0      | 0,03     |
| Barcelona SC (cedido) | Ecuador | 2019        | 11    | 1     | 0      | 0,09     |
| Peñarol               | Uruguay | 2020 - 2021 | 8     | 0     | 0      | 0        |
| Total                 |         | 2008 - act. | 220   | 6     | 2      | 0,02     |

## Palmarés

### Campeonatos nacionales
Campeón con atlético  Bucaramanga  liga 2024-I
| Título   | Club              | País    | Año  |
| -------- | ----------------- | ------- | ---- |
| Clausura | Defensor Sporting | Uruguay | 2009 |
| Apertura | Defensor Sporting | Uruguay | 2010 |
| Clausura | Defensor Sporting | Uruguay | 2012 |
| Clausura | Defensor Sporting | Uruguay | 2013 |